# Christian Peters (journalist)
För andra personer med samma namn, se Christian Peters.
Henrik Otto Christian Peters, född 30 november 1951 i Danderyd, är en svensk journalist och författare.

## Biografi
Christian Peters är son till regissören och skådespelaren Willy Peters och skådespelaren Agneta Lagerfelt. Under 1960-talet var Peters barnfilmsstjärna och medverkade i en rad dramaproduktioner. På 1980-talet var han nyhetsreporter och nyhetsuppläsare på Aktuellt och på 1990-talet gjorde han historiska dokumentärer för SVT och årliga porträtt av de vetenskapliga nobelpristagarna. Peters senaste uppmärksammade produktion är Ers Kungliga Höghet Westling (2008).